# إيلياش
إيلياش ((بالبوسنوية: Ilijaš)‏، (بالصربية: Илијаш)‏) هي مدينة وبلدية تقع في كانتون سراييفو في اتحاد البوسنة والهرسك، وهو كيان داخل دولة البوسنة والهرسك. تقع المدينة شمال شرق العاصمة سراييفو، وقد تأسست في مايو 1952.

## علاقات دولية
لدى مدينة إيلياش اتفاق توأمة مع:
- بارياكلي [الإنجليزية]، تركيا

## روابط خارجية
- الموقع الرسمي للمدينة.